# خانه شهربانو رحیم پور
خانه شهربانو رحیم پور مربوط به دوره قاجار است و در بوشهر، بافت قدیم محله بهبهانی، پلاک ۲ واقع شده و این اثر در تاریخ ۱۰ خرداد ۱۳۸۲ با شمارهٔ ثبت ۹۱۰۳ به‌عنوان یکی از آثار ملی ایران به ثبت رسیده‌است.